# Drapeau de la Géorgie du Sud-et-les Îles Sandwich du Sud

Drapeau de la Géorgie du Sud et des îles Sandwich (ratio 1:2)

Le Drapeau de la Géorgie du Sud-et-les îles Sandwich du Sud a été accordé le 3 octobre 1985, quand le territoire a été créé. Précédemment le territoire était une partie dépendante des Îles Malouines qui a employé un drapeau similaire.

## Présentation
Le drapeau est un Blue Ensign, avec en canton le drapeau du Royaume-Uni, sur lequel il y a les armoiries. Le drapeau flotte au-dessus des principaux édifices gouvernementaux sur l'île du sud de la Géorgie, et sur les bases scientifiques du British Antarctic Survey. Le drapeau original a eu une plus petite version des armoiries dans un disque blanc, mais ceci a été changé entre 1999 et 2002.
Il y a également un drapeau pour représenter le commissaire civil du territoire, un drapeau du Royaume-Uni avec au centre les armoiries. Car le commissaire civil est également le gouverneur des Îles Malouines, le drapeau est seulement en service quand le commissaire visite le territoire. La version originale du drapeau du commissaire a juste montré les bouclier-de-bras, il a été changé en 1999. 
| Drapeau | Date        | Utilisation                                                                                | Description                                                                         |
| ------- | ----------- | ------------------------------------------------------------------------------------------ | ----------------------------------------------------------------------------------- |
|         | 1999 - 2002 | Premier drapeau de la Géorgie du Sud-et-les Îles Sandwich du Sud                           | Un Blue Ensign ornée des armes des Îles Géorgie du Sud-et-les Îles Sandwich du Sud. |
|         | 1992-1999   | Drapeau personnel du commissaire civil des Îles de la Géorgie du Sud et des îles Sandwich. | L'Union Flag orné des armes du commissaire civil.                                   |